# Botaurus poiciloptilus
El avetoro australiano o mirasol australiano (Botaurus poiciloptilus) es una especie de ave pelecaniforme de la familia Ardeidae. Se alimenta de animales acuáticos, como ranas, anguilas de agua dulce y los crustáceos.

## Distribución y hábitat
Se distribuye en el suroeste y sureste de Australia, Tasmania, Nueva Zelanda, Nueva Caledonia y Ouvéa.  Las poblaciones en Australia y Nueva Zelanda han disminuido en el siglo XX. Es una especie críptica y parcialmente nocturna que habita en los humedales con vegetación densa

## Estatus y conservación
La causa principal de la disminución actual y pasada se piensa que es el drenaje y la degradación de los humedales. Está catalogado como en peligro de extinción en la Ley de Protección del Medio Ambiente y Conservación de la Biodiversidad de 1999, y está clasificada como amenazada en la Ley de protección de la Flora y Fauna de 1988 en Victoria.